# Dana (Illinois)
Dana és una població dels Estats Units a l'estat d'Illinois. Segons el cens del 2000 tenia 171 habitants.

## Demografia
Segons el cens del 2000, Dana tenia 171 habitants, 58 habitatges, i 44 famílies. La densitat de població era de 300,1 habitants/km².
Dels 58 habitatges en un 48,3% hi vivien nens de menys de 18 anys, en un 63,8% hi vivien parelles casades, en un 6,9% dones solteres, i en un 24,1% no eren unitats familiars. En el 19% dels habitatges hi vivien persones soles el 5,2% de les quals corresponia a persones de 65 anys o més que vivien soles. El nombre mitjà de persones vivint en cada habitatge era de 2,95 i el nombre mitjà de persones que vivien en cada família era de 3,36.
Per edats la població es repartia de la següent manera: un 35,1% tenia menys de 18 anys, un 5,8% entre 18 i 24, un 33,9% entre 25 i 44, un 15,2% de 45 a 60 i un 9,9% 65 anys o més.
L'edat mediana era de 31 anys. Per cada 100 dones de 18 o més anys hi havia 101,8 homes.
La renda mediana per habitatge era de 35.000 $ i la renda mediana per família de 35.625 $. Els homes tenien una renda mediana de 37.708 $ mentre que les dones 18.333 $. La renda per capita de la població era de 13.349 $. Aproximadament el 23,9% de les famílies i el 26,7% de la població estaven per davall del llindar de pobresa.

## Poblacions més properes
El següent diagrama mostra les poblacions més properes.